# Gianluigi Gelmetti
Gianluigi Gelmetti   (Roma, 11 de setembre de 1945 - Montecarlo, 11 d'agost de 2021) va ser un director d'orquestra italo-monegasc. Des del febrer de 2004 va ser el director titular i artístic de l'Orquestra Simfònica de Sydney.
Va estudiar a l'Accademia Santa Cecilia sota la tutela de Franco Ferrara. Després ho va fer a l'Accademia Chigiana de Siena amb Sergiu Celibidache i a Viena amb Hans Swarowsky. El 1965, quan encara no havia complert els vint anys, va concloure els seus estudis de direcció i li va ser concedit el Premi de la Ciutat de Florència.

## Carrera
Després del seu debut amb l'Orquestra Filharmònica de Berlín, Gelmetti va actuar regularment com a director en teatres d'òpera internacionals, sales de concerts i festivals. De 1989 a 1998 va ser el director principal de l'Orquestra Simfònica de la Ràdio d'Stuttgart així com del Festival de Schwetzingen; i del 2000 al 2009, director musical i artístic del Teatro dell'Opera di Roma. Del 2004 al 2008 va ser el director principal i director artístic de l'Orquestra Simfònica de Sydney. L'any 2012, va ser nomenat director principal de l'Orchestre Philharmonique de Monte-Carlo, càrrec que va ocupar fins al 2016. Després va ser nomenat Chef Honoraire de per vida i va rebre la ciutadania de Mònaco per S.A.S. El príncep Albert II.
Mentre al Teatro dell'Opera di Roma va dirigir algunes obres líriques menys conegudes o redescobertes; l'estrena mundial de Marie Victoire (escrita el 1914 però mai interpretada) i Marilyn (1980) de Lorenzo Ferrero; La fiamma (1933) d'Ottorino Respighi; Sakùntala (1921) de Franco Alfano; i Iris (1898) de Pietro Mascagni. Va dirigir notablement Don Giovanni de Mozart, Les noces de Fígaro (la qual cosa li va valer el premi "Millor director de l'any" d'Opernwelt), Così fan tutte i La flauta màgica. Entre altres obres va dirigir: Francesca da Rimini, Das Rheingold i Falstaff a Monte-Carlo; Guillaume Tell a Zuric, Monte-Carlo i París; La forza del destino i Attila a Parma; Les vêpres siciliennes a Nàpols; Turandot a Tòquio; El barber de Sevilla i I due Foscari a Tolosa; Un ballo in maschera, La traviata a Trieste; La fanciulla del West i Tosca a Lieja; Stabat Mater de Rossini a Sarajevo. Darrerament va dirigir una producció de vídeo de La Cenerentola dirigida per Carlo Verdone per a Rada Film i Rèquiem a Roma de Verdi.
A Pesaro, Itàlia, a finals del segle passat, Gelmetti va dirigir diverses produccions al Festival d'Òpera de Rossini: Tancredi, La gazza ladra, Otello, Maometto II Va ser guardonat amb el Rossini. d'Oro per a Guillaume Tell, una estrena mundial de l'òpera completa amb una durada de més de cinc hores.
A banda d'òpera, va dirigir regularment concerts simfònics a Alemanya (Berlín, Bonn, Hamburg, Stuttgart, Múnic, Colònia, Dresden, Leipzig); a França (París, Tolosa, Bordeus, Lió) a Espanya (Madrid, Bilbao), a Itàlia; també l'Orquestra Filharmònica Txeca, l'Orquestra Filharmònica de Viena, l'Orquestra Simfònica de Londres al Regne Unit, l'Orquestra Filharmònica de Sant Petersburg, l'Orquestra Filharmònica de Qatar, a Copenhaguen, a Oslo. També se'l va veure actuant a la Xina i a Oman. És molt apreciat al Japó, on va dirigir l'Orquestra Simfònica de la NHK, la Yomiuri Nippon Symphony Orchestra i l'Orquestra Filharmònica del Japó. Va ser guardonat amb el premi de la crítica de Tòquio "Millor interpretació de l'any" per la Simfonia núm. 9 de Beethoven.
La seva discografia amb EMI, Sony, RICORDI, FONIT, DECCA, TELDEC, NAXOS i AGORÀ, mostra un repertori ampli i complex: òperes de Rossini, Puccini i Mozart; música orquestral de Maurice Ravel; simfonies de Mozart, obres seleccionades de Ígor Stravinski, Alban Berg, Anton Webern, Edgard Varèse i Nino Rota. Les publicacions recents inclouen dues rares òperes de Rossini i la Simfonia núm. 6 d'Anton Bruckner.
Gelmetti també va compondre música. Va escriure In Paradisum Deducant Te Angeli, estrenat a Roma i més tard va actuar a Londres, Múnic, Frankfurt, Budapest, Sydney i Stuttgart; Algos per a gran orquestra, estrenada el 1997 per la Münchner Philharmoniker i Prasanta Atma, encarregada el 1999 per homenatjar Sergiu Celibidache. Més recentment, el Teatro Comunale di Bologna li va encarregar la Cantata della Vita per a cor, violoncel sol i orquestra.
Ha estat professor de direcció a l'Accademia Musicale Chigiana de Siena i a l'Accademia Nazionale di Santa Cecilia de Roma.

## Vida personal
Gelmetti va ser creat Cavaller de l'Ordre de les Arts i les Lletres de França, Comandant de l'Ordre del Mèrit Cultural de Mònaco i Cavaller de la Gran Creu de l'Ordre del Mèrit de la República Italiana d'Itàlia.
Va morir a Mònaco l'11 d'agost de 2021, a l'edat de 75 anys.

## Discografia parcial
- Berg-Stravinsky-Ravel: Concerts per a violí – Frank Peter Zimmermann Radio-Sinfonieorchester Stuttgart (EMI) (CD)
- Donizetti: Les martyrs Gencer/Bruson/Garaventa/Furlanetto Orch. Teatre La Fenice (CD)
- Mascagni: Iris Dessì/Cura/Servile/Ghiaurov Orchestra of the Rome Opera House (Ricordi) (CD)
- Mozart: Simfonia núm. 40 / Sinfonia Concertante KV 364 – Frank Peter Zimmermann Radio-Sinfonie-Orchester Stuttgart (EMI) (CD)
- Mozart: Die Entführung aus dem Serail Swenson/Blochwitz/Rydl Radio-Sinfonieorchester Stuttgart (EuroArts) (DVD)
- Piccinni: The Good Daughter E.Ravaglia/Lucia Aliberti/Margherita Rinaldi/R.Baldisseri/Ugo Benelli Rome Opera Theatre Orchestra (FONIT-Zither)
- Puccini: La Bohème Dessì/Sabbatini/Scarabelli/Gavanelli/Colombara Orchestra of the Teatro Comunale Bologna (EMI) (CD)
- Puccini: La Rondine Gasdia/Cupido/Cosotti/Scarabelli Orchestra RAI Milano (FONIT-Cetra) (CD)
- Rossini: Obertures Radio-Sinfonie-Orchester Stuttgart (EMI) (CD)
- Rossini: Il Signor Bruschino Corbelli/Felle/Kuebler/Rinaldi Radio-Sinfonieorchester Stuttgart (EuroArts) (DVD)
- Rossini: L'oportunitat fa el lladre Patterson/Gambill/De Carolis/Bacelli Radio-Sinfonieorchester Stuttgart (EuroArts) (DVD)
- Rossini: The marriage bill Del Carlo/Hall/Kuebler/Rinaldi Radio-Sinfonieorchester Stuttgart (EuroArts) (DVD)
- Rossini: La scala di seta Serra/Kuebler/Corbelli/Rinaldi Radio-Sinfonieorchester Stuttgart (EuroArts) (DVD)
- Rossini: Tancredi Manca de Nissa/Bayo/Giménez/D'Arcangelo Radio-Sinfonieorchester Stuttgart (Arthaus) (DVD)
- Rossini: Tancredi Barcelona/Takova/Filianoti/Polverelli Regional Orchestra of Tuscany ORT (Ricordi) (CD)
- Rossini: La gazza ladra Ricciarelli/Matteuzzi/Ramey/Manca de Nissa RAI Orchestra (Sony) (CD)
- Rossini: Maometto II Gasdia/Pertusi/Scalchi/Vargas/Picoli Radio-Sinfonieorchester Stuttgart (Ricordi) (CD)
- Rossini: El barber de Sevilla Bayo/Flórez/Spagnoli/Praticò/Raimondi Orquestra del Teatro Real Madrid (DECCA) (DVD)
- Rossini: The Barber of Seville Hampson/Mentzer/Hadley/Praticò/Ramey Regional Orchestra of Tuscany ORT (EMI) (CD)
- Rossini: Eduardo and Cristina Polverelli/Dalla Benetta/Tarver Virtuosi Brunensis (NAXOS) (CD)
- Rossini: Zelmira Dalla Benetta/Comparato/Stewart/Süngü/Dall'Amico Virtuosi Brunensis (NAXOS) (CD)
- Rossini: Stabat Mater Flórez/Barcelona/Remigio/D'Arcangelo Regional Orchestra of Tuscany ORT (Agorà) (CD)
- Nino Rota: Música de pel·lícula Orchestre Philharmonique de Monte-Carlo (EMI) (CD)
- Antonio Salieri: Les Danaïdes Marshall/Giménez/Kavrakos/Cossutta Radio-Sinfonie-Orchester Stuttgart (EMI) (CD)
- Giuseppe Verdi: A Masked Ball Meli/Stoyanov/Lewis Orchestra del Teatro Regio di Parma (CMajor) (DVD)
- Giusepp Verdi: The Power of Destiny Theodossiou/Stoyanov/Pentcheva/Machado/Scandiuzzi Orquestra del Teatro Regio di Parma (CMajor) (DVD)
- Giuseppe Verdi: Messa di Requiem – Gioacchino Rossini: Stabat Mater – Scalchi/Mazzaria/Dessì/Merritt/Ballo/Scandiuzzi Radio-Sinfonieorchester Stuttgart (Serenissima) (CD)